# ? (Остаться в живых)
«?» — 21-й эпизод второго сезона телесериала «Остаться в живых» и 46-й во всём сериале. Сценарий к эпизоду написали Деймон Линделоф и Карлтон Кьюз, а режиссёром стал Деран Сарафян. Премьера эпизода состоялась на канале ABC 10 мая 2006 года. Центральный персонаж эпизода — мистер Эко.

## Сюжет

### Воспоминания
Эко работает священником в Австралии. Его помощник даёт ему поддельный паспорт, прежде чем его отправляют расследовать чудо утонувшей девушки по имени Шарлотта, которая вернулась к жизни на столе для вскрытия. Поначалу кажется, что чудо является подлинным. Затем Эко консультируется с отцом девушки, Ричардом Малкиным, экстрасенсом, которого Клэр посетила в эпизоде «Взращённый другим». Малкин утверждает, что девушка выжила естественным путём (вероятно, благодаря рефлексу ныряния млекопитающий, который более выражен у молодых), и что Шарлотта и её мать просто притворяются, что произошло чудо, потому что они противятся тому факту, что он мошенник-экстрасенс. Эко сообщает, что чуда не произошло. В последнем флэшбэке Эко сталкивается с Шарлоттой в аэропорту, которая говорит ему, что видела Йеми, когда она была между мирами, и что его брат гордится им. Разозлившись, Эко начинает кричать на Шарлотту, и его прерывает Либби, спрашивая, всё ли в порядке.

### На Острове
Во сне мистер Эко рубит топором дрова на пляже. Ему видятся Ана-Люсия и его брат Йеми, которые говорят, что он должен помочь Джону, который «сбился с пути», и чтобы Джон показал ему «вопросительный знак».
Майкл (который только что освободил Генри после того, как застрелил Ану-Люсию, Либби и выстрелил себе в руку), ковыляя, выходит из бункера, утверждая, что ему в руку выстрелил неизвестный ему человек (зная, что они подумают о Генри). Сойер, Кейт и Джек обнаруживают жертв стрельбы — Ана-Люсия мертва, а Либби близка к смерти. Когда Майкл понимает, что Либби всё ещё жива, он беспокоится из-за того, что она раскроет правду о том, что на самом деле произошло; Джек просит у Сойера героин, чтобы «облегчить страдания» Либби. Он также просит Кейт пойти с ним, предоставляя ему выбор: раскрыть местонахождение оружия или позволить Либби умереть в муках. Сойер обиженно соглашается, и оружие оказывается в тайнике внутри его палатки.
Эко предлагает выследить Генри Гейла с помощью Локка, но после того, как они ушли, он говорит, что его настоящая цель состоит в том, чтобы заставить Локка отвести его к вопросительному знаку, где они обнаруживают сожжённый самолёт, в котором находился брат Эко. Они разбивают лагерь на этом месте, и Локку снится сон, в котором Йеми находится на вершине близлежащего утёса. Проснувшись, Эко взбирается на скалу и сверху смотрит вниз и видит гигантский вопросительный знак, выгравированный в траве рядом с самолётом. Он спускается обратно и, с помощью Локка, отодвигает самолёт и находит скрытый под ним люк.
Внутри бункера находятся кресла, телевизионные мониторы и пневматические трубки. Локк кладёт карту в одну из этих трубок, и её уносит. Локк также находит другой компьютерный терминал с командной строкой: «>: PRINT LOG? Y/N». Локк вводит Y, и ближайший матричный принтер начинает печатать то, что кажется обширным списком временных меток. Эко также находит другой фильм-инструктаж, где выясняется, что бункер, в котором они находятся, называется «Станция 5: Жемчужина», и он был сделан, чтобы наблюдать за другой станцией (или другими станциями) и записывать то, как субъекты реагируют на вещи большой важности. Рассказчик видео-инструктажа говорит, что те, кто находятся в других бункерах, проходят психологический эксперимент, и пневматические трубки используются для передачи информации обратно в DHARMA Initiative. Локк думает, что его одурачили, и не верит, что кнопка может быть полезна. Однако мистер Эко считает, что нажимать на кнопку очень важно, и он будет продолжать делать это, если Локк прекратит.
На станции «Лебедь» Хёрли просит поговорить с Либби, и он в слезах извиняется перед ней за то, что забыл одеяло. На последнем издыхании, она с выражением ужаса в глазах произносит: «Майкл!» Джек, ошибочно приняв её ужас за страх за безопасность Майкла, уверяет её, что с Майклом всё в порядке. Хёрли начинает плакать, как и Кейт, Сойер обнимает Кейт, и она плачет в его объятиях. Локк и Эко возвращаются обратно на станцию «Лебедь», как раз, когда начинает звучать часовой таймер, и в компьютер нужно ввести цифры; эпизод заканчивается тем, что Майкл стоит в оружейной, мрачно глядя в сторону двери.

## Производство
Этот эпизод знаменует смерть одной из главных героинь, Либби, хотя её изначально считали мёртвой ещё в предыдущем эпизоде. Она стала четвёртым основным персонажем, который умер в сериале после Буна Карлайла (Иэн Сомерхолдер), Шеннон Рутерфорд (Мэгги Грейс) и Аны Люсии Кортес (Мишель Родригес). Несмотря на это, Синтия Уотрос всё ещё указана в основном актёрском составе до конца сезона и как приглашённая звезда (а не специально приглашённая звезда) после этого сезона.
Даррен Аронофски изначально должен был стать режиссёром эпизода, но отказался от должности после того, как забеременела его жена Рэйчел Вайс, и его заменил Деран Сарафян. Сценаристы Деймон Линделоф и Карлтон Кьюз назвали этот эпизод «прекрасной возможностью для нас наконец-то свести Локка и мистера Эко вместе, своего рода философской битвы веры и воли, на которую мы намекали весь сезон».

## Реакция
Этот эпизод посмотрело 16,35 миллионов американских зрителей во время его первого показа.
Крис Каработт из IGN оценил эпизод на 9 из 10, назвав его одним из лучших эпизодов второго сезона. IGN поставил «?» на 45-е место из всех эпизодов «Остаться в живых». LA Times поставил этот эпизод на 62-е место в списке лучших эпизодов сериала.